# Dialetti dei Castelli Romani
I dialetti dei Castelli romani fanno parte della categoria di dialetti appartenenti alla famiglia marchigiana-umbro-laziale, detta italo-mediana. Sono di difficile classificazione perché, pur aventi originariamente caratteristiche laziali in continuità con la Valle del Sacco e i monti Lepini, soprattutto nella zona settentrionale già da metà ottocento risultano fortemente influenzati dal romanesco (sdoppiamento di '-RR-' latino, tèra per 'terra') e dall'italiano, e inoltre presentano spesso un caratteristico fenomeno di metafonia (metafonia sannita o napoletana come a Velletri) che li distingue dai dialetti laziali e li accosta da questo punto di vista ai dialetti meridionali. Inoltre, pur nell'ambito laziale, presentano alcuni tratti fonologici più vicini al dialetto sabino che a quelli delle province di Frosinone e Latina (vocalismo arcaico a Marino). Il poeta Gioacchino Belli distingue in un suo sonetto romanesco del 16 dicembre 1832, intitolato "Le lingue der Monno", i dialetti dei forestieri tra quelli parlati dalla gente dei Castelli Romani e dei Burrini. Infatti il poeta declama:  
Sempre ho ssentito a ddì cche li paesi
hanno oggnuno una lingua indifferente,
che dda sciuchi l'impareno a l'ammente,
e la parleno poi per èsse intesi.
Sta lingua che ddich'io l'hanno uguarmente
Turchi, Spaggnoli, Moscoviti, Ingresi,
Burrini, Ricciaroli, Marinesi,
e Ffrascatani, e ttutte l'antre ggente.

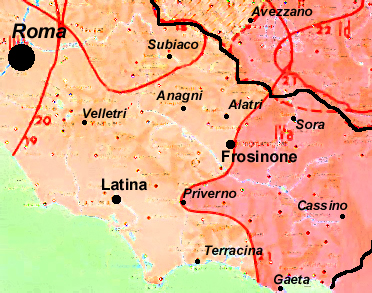
Situazione linguistica del Lazio meridionale: in rosa i dialetti mediani (romanesco, laziale centro-settentrionale, sabino), in magenta i dialetti meridionali (laziale meridionale, campano, abruzzese occidentale).

Il poeta si riferisce a Burrini come ai villani di Romagna, agli Ariccini come abitanti di Ariccia, ai Marinesi come abitanti di Marino, ai frascatani come abitanti di Frascati.
Fanno parte del gruppo dei dialetti dei Castelli Romani:
- Dialetto marinese
- Dialetto rocchiciano (ossia di Rocca di Papa)
- Dialetto frascatano (ossia di Frascati)
- Dialetto albanense (ossia di Albano Laziale)
- Dialetto castellano (ossia di Castel Gandolfo)
- Dialetto monticiano (ossia di Monte Compatri)
- Dialetto monteporziano (ossia di Monte Porzio Catone)
- Dialetto ariccino (ossia di Ariccia)
- Dialetto velletrano (o veliterno, cioè di Velletri)
- Dialetto genzanese (ossia di Genzano di Roma)
- Dialetto lanuviese (ossia di Lanuvio) o civitano
- Dialetto roccapriorese (ossia di Rocca Priora)

Altri di questi dialetti presentano grandi somiglianze fra loro.
Il dialetto di Grottaferrata farebbe anch'esso parte di questo gruppo, ma la sua genesi è troppo recente e composita, mentre per quanto riguarda il veliterno, esso si potrebbe considerare quasi un "ponte" tra i dialetti dei Castelli e quelli delle provincie di Frosinone e Latina. Infine i dialetti di Cisterna di Latina, Anzio e Nettuno presentavano in origine, malgrado una certa distanza, caratteristiche molto affini a quelle dei dialetti dei Castelli Romani, vicine a quelle del Velletrano e di transizione con l'area lepino, ma molte di esse sono sparite per via di un processo di "romanizzazione" ancor più accentuato. Tali località sono situate infatti in una posizione intermedia tra Roma e le aree pontine della provincia di Latina, per cui gli influssi del romanesco si sono rivelati più intensi e massicci; i dialetti dei Castelli invece riescono ancora leggermente a contenere l'avanzata del romanesco, per via soprattutto della loro posizione collinare più appartata, che favorisce un maggiore isolamento, anche se le generazioni più giovani stanno utilizzando un ibrido tra i dialetti dei Castelli e il romanesco data la continua frequentazione nella Capitale.

## Esempi del dialetto marinese
- tiratóre = cassetto
- spicciatóre = pettine
- curidóre = corridoio
- sprìngiu = impermeabile
- déta = dita
- ógna = unghia
- varìo = andrei
- ce vòjo i = ci voglio andare
- me piacerìa = mi piacerebbe
- gnòmmelu = gomitolo
- quinàtimu = mio cognato
- litturìna = treno
- sgommarèllu = mestolo
- 'a pistola a votate = il proiettile che gira
- 'U Stracinatu = San Barnaba
- rampazzu = grappolo
- inno = andarono
- parimu = mio padre
- saccoccia=tasca

## Esempi dal dialetto rocchiciano
- Mottatore = imbuto
- Ciuciumiellu = salvadanaio
- Vorio i = vorrei andare
- Ndo sti? = dove sei?
- Iamo = andiamo
- Loco = in quel posto
- Cugnatimu = mio cognato
- Viecco = vieni qui
- Gnaffu = pozzanghera, fango
- Bettula = osteria
- Bucia = buca
- Sgommariellu = mestolo
- Gnau = Non glielo hanno
- A Mani = La Mano
- E Mani = Le Mani
- sa cota= se ne è andato
- Revacantatu = Travasato
- A ranzulischia = Nevischio
- Tippitina = Nocciolo della ciliegia
- Io tengo, tu tié, issu tè, noa tenemo, oa tenete, issi teu = Presente del verbo avere
- Sorecchiu = Falcetto
- ieste = andai
- Pela = Scotta
- rebbotecatu = caduto
- cúggio = cugino
- cianga = gamba
- atonne mei = madonna mia (imprecazione)
- dècco = di qua
- dèllo = di là
- Léna = legna
- ghiusu = chiuso
- Eò! = intercalare che esprime meraviglia e sgomento